# Parafia św. Wawrzyńca w Biedrusku
Parafia Świętego Wawrzyńca – rzymskokatolicka parafia archidiecezji poznańskiej należąca do dekanatu czerwonackiego.
Parafia wojskowa w Biedrusku należała do Dekanatu Wojsk Lądowych Ordynariatu Polowego Wojska Polskiego (przed restrukturyzacją w roku 2012 należała do dekanatu pomorskiego). Jej proboszczem był ks. prałat ppłk Wiesław Okoń. Obsługiwana była przez księży diecezjalnych. Erygowana 1 lipca 1993. Mieściła się przy ulicy Wojskowej.
Z dniem 1 lipca 2018 została zlikwidowana, a na jej miejscu została powołana parafia pod tym samym wezwaniem przynależąca jurysdykcyjnie do Archidiecezji Poznańskiej. 
| Msze święte       | Msze święte          |
| ----------------- | -------------------- |
| w niedzielę:      | 9:00 (dla dorosłych) |
| w niedzielę:      | 11:00 (dla dzieci)   |
| w niedzielę:      | 18:00 (wieczorna)    |
| w dni powszednie: | 17:00                |